# Andrey Milevsky
Andrey Milevsky est un footballeur biélorusse né le 9 janvier 1977, évoluant depuis 2009 dans le club du FC Gorodeya. Il a quelques sélections en équipe nationale de Biélorussie.

## Biographie
Évoluant au poste de défenseur central, de milieu défensif ou d'arrière gauche, il commence sa carrière à 18 ans au sein du Torpedo Zhodzina, club où il joue 42 matchs en trois saisons. En 1998, il est transféré au Shakhtyor Soligorsk où il joue 69 matchs avant de recevoir la consécration de tout footballeur biélorusse en 2002 : signer au FK Dynamo Minsk. Il n'y joue que 19 matchs en 3 ans, et signe ensuite en 2004 au Daryda Minski Rayon pour 3 ans et 26 matchs à la clé. La carrière de Milevsky se poursuit en Lituanie pendant deux saisons en 2006 et 2007 : d'abord au FK Šiauliai puis au FK Sūduva Marijampolė. Ne restant que quelques mois dans ce dernier club, il signe en 2007 au FK Minsk où il est resté deux saisons. 